# Лунтик (персонаж)
Лунтик — головний персонаж російського мультсеріалу «Лунтик та його друзі» (також фігурує як головний персонаж у деяких комп'ютерних іграх). Достеменно невідомо, якою істотою є Лунтик, однак він звалився з Місяця на Землю і представився жителям галявини як місячна бджола. Добрий, наївний, правдивий. Має багато друзів. Вміє прощати та дружити. Найкращі друзі — Кузя, Міла та Бджоленя. В нього є бабуся Капа і дідусь Шер.

## Біографія
Лунтик народився на Місяці і відразу впав разом зі шкаралупою на Землю, прямо в ставок. Його одразу помічають жителі ставка, які сильно дивуються та лякаються місячного гостя. Тут же до нього підпливає Пічкур Іванович і різким проханням тиші, у свою чергу, відлякує Лунтика. Він уривається в будиночок рака Чикибряка, застряє в ньому, і, переслідуваний Пічкурем, прямує до будинку черепахи Тітки Моті, яка теж дуже лякається появи несподіваного гостя. Трохи погулявши в ставку, Лунтик помічає Місяць і намагається дістатися до нього по скелі поряд, для чого підбирає перший камінчик — притулок П'явки — і використовує його як сходинку, не дивлячись на розбуджену і перелякану мешканку. Поки Лунтик забирався нагору, у жителів ставка продовжувався переполох, до якого приєдналися й жуки-плавунці. Малюк же хоче доторкнутися до Місяця, але розуміє, що це лише відображення, а Місяць насправді дуже високо, і до нього дотягнутися неможливо.
Через деякий час Лунтик знайомиться з коником-стрибунцем на ім'я Кузя, який незабаром стане найкращим другом Лунтика. Також малюк знайомиться і з Бджоленям, який теж чудово порозумівся з Лунтиком. Діти вирішують знайти Лунтику будинок. Адже кожен, хто живе на галявині, повинен мати свій дім. Хлопці починають шукати будинок по всій галявині, але це виявляється то раковина Чикибряка, то будиночок павука Шнюка. Не знайшовши відповідного будинку, вони вирішили самі побудувати колибу і, взявшись за це всі разом, зробили це.
Поступово Лунтик починає обживатися на галявині. Хитрі гусені обманюють Лунтика, змушуючи малюка затопити нору дядька Корнія, щоб у такий спосіб «подружитися». Однак мудрий дядько Корній каже, що перш ніж щось зробити, треба все добре обміркувати, а гусеням взагалі довіряти не можна. Лунтик йде до Кузі, щоб дізнатися в нього, як подружитися, а той каже, що для цього достатньо сказати «Привіт, друже». Таким чином, Лунтик і потоваришував із Кузею та Бджоленям.
Невдовзі з'ясовується, що Лунтик не має імені. Корній Корнійович сказав, що не мати ім'я — все одно, що не існувати, і що воно належить Лунтику від народження. Лунтик подумав, що його ім'я — шкаралупа від яйця, з якого він вилупився, що залишилася у ставку. Але Пічкур Іванович пояснив, що ім'я — це не річ, а те, як тебе називають. Далі Лунтик разом із Кузею та Бджоленям почав шукати той предмет, на честь якого можна себе назвати. Випадково Кузя вимовляє ім'я Лунтик, яке дуже подобається малюкові. Так, у Лунтика з'являється нове ім'я.
Потім Лунтика, що кидається камінням, через підзорну трубу помічає Генерал Шер, чоловік баби Капи. Капа просить Шера пояснити незнайомцю, що робити так не можна. Однак, опинившись поряд із Лунтиком, Шер лякається і кричить: «Швидше в дупло!». Лунтик теж лякається і навіть добирається до верби швидше за Шера. Потім дід Шер і баба Капа дізнаються, що Лунтик — місячна бджола, фактично їхній родич, і беруть його до себе онуком.
Зовсім скоро Лунтик зустрічає сонечко на ім'я Міла. Але знайомство проходить не найкращим чином: Лунтик ненароком заважає Мілі грати, і та на нього ображається. Потім Мілу починають ображати гусені; почувши її крики, Лунтик провчив гусенів і зміг потоваришувати з Мілою.

## Характер
Жителі галявини дуже полюбили Лунтика за його добру вдачу, гостинність, чуйність і прагнення прийти на допомогу тому, хто її потребує. Лунтик спочатку поки що не знає безліч простих речей і не розуміє, як влаштований навколишній світ, але він дуже швидко вчиться, йому подобається цей світ, і він хоче зробити його ще кращим і добрішим. Лунтик зовсім не вміє битися, хитрувати, хвалитися, поважати, скупитися. Він простодушний, через що іноді потрапляє в незручні ситуації, але, зрозумівши за допомогою друзів, у чому незручність, обов'язково намагається загладити її по-доброму, щоб нікого не образити і нікому не завдати зла. Одного разу Кузя навіть хотів навчити Лунтика битися, щоб той міг дати відсіч гусеням, але дядько Корній, що вчасно підійшов, сказав хлопцям, що конфлікти ні в якому разі не можна вирішувати таким чином, досить просто поговорити, щоб прийти до взаємного рішення, замість того, щоб розпускати руки, що ні до чого, крім створення ще більшого конфлікту і синців, це не приведе.
Лунтик дуже ввічливий, завжди прислухається до думки оточуючих і не лінується обміркувати почуте. Лунтик ні в якому разі ні з ким не сперечається і намагається не реагувати на провокації з боку гусенів та П'явки, в інших випадках він зазвичай замислюється про сказане і намагається виправити помилки, якщо це виявляється неправдою. Якось Вупсень і Пупсень сказали Лунтику, що для того, щоб потоваришувати, потрібно зробити комусь щось шкідливе. Лунтик, за недостатнім знанням навколишнього світу, струсив метеликів з квіточки і облив водою нору дядька Корнія. Але дядько Корній сказав Лунтику, що не треба слухати гусенів, а натомість треба навпаки зробити комусь приємне, і тоді тобі дадуть відповідь взаємністю. Так само Лунтик певною мірою потрапляє під вплив Кузі, який іноді робить не дуже хороші вчинки і затіває дурні, а то й небезпечні ідеї, але часто сам застерігає від них Кузю.
У перших серіях Лунтик був практично єдиним у лісі, хто не боявся павука Шнюка та жаби Клави, яких остерігалися навіть деякі дорослі. Але згодом Лунтик пояснив хлопцям, що дядько Шнюк насправді дуже талановитий, він пише вірші, добре малює і добре грає на багатьох музичних інструментах. А жаба Клава насправді нікого з'їсти не хоче, а навпаки прагне потоваришувати з хлопцями та грати разом із ними. Завдяки Лунтику в лісі тепер ніхто не боїться ні павука Шнюка, ні жаби Клави.
Лунтик дуже товариський і завжди намагається допомогти іншим. Він завжди прагне помирити інших (як, наприклад, Бджоленя та Мілу в серії «Сварка»), і часто йому допомагає Кузя. У пізніх серіях Лунтик вже багато знає про навколишній світ, і він із задоволенням допомагає друзям, які чогось не знають. Так, наприклад, у серії «Листопад» Лунтик пояснює Кузі та Мілі, що листя на деревах жовтіє не через хворобу, яку вигадали Вупсень і Пупсень, а через прихід осені.

## Інтереси та пізнання
Лунтик разом із Кузею дуже люблять подорожувати. Але найчастіше Кузя наражає на ризик всю подорож, і один раз Кузя через свої хвастощі мало не впав з урвища, але Лунтик його врятував.
Багато сказане дорослими Лунтик сприймає буквально. Якось навіть під виразом «пускати млинчики», який сказав дід Шер, він зрозумів, що треба кидати справжні млинці. А коли баба Капа та дід Шер сказали Лунтику, що в них мало часу, Лунтик із Кузею пішли до гусенів, щоб ті «поділилися» з хлопцями часом.

## Зовнішній вигляд
Достеменно відомо, що Лунтик вилупився з яйця, як і сучасні рептилії, проте сам Лунтик зараховує себе до бджіл, а точніше, до місячних бджіл. Попри це, Лунтик не має нічого спільного з бджільми. У нього інше забарвлення, більша статура, а отже і вага, а також він не має крил. Сам Лунтик повністю покритий фіолетовою шерстю, включаючи тулуб, голову, руки, ноги, вуха та ніс. Лунтик має дві ноги та дві руки. На відміну від комах, Лунтик має замість вусиків щось схоже на подвійні вуха, що ще далі віддаляє подібність Лунтика до бджіл і комах взагалі.  У Лунтика є на животі велика пляма і кілька маленьких поряд, разом формою схожі на чийсь слід. Ще одна пляма є на чолі і дві менші — на щоках, усі плями темнішого відтінку, ніж решта шерсті. У нього є ледь помітне бузкове волосся їжачком. Позаду невеликий хвостик, такого ж кольору, як і все тіло Лунтика. Невідомо, як, але Лунтик якимось чином вміє дихати під водою і зовсім у космосі, тому він часто навідується в гості до мешканців ставка.

## Відносини

### Кузя
Спочатку Кузя вважав Лунтика сном, який впав з Місяця. Лунтик (він ще не знав, хто він такий) теж вирішив, що він сон, хоча пізніше зрозумів, що це не так. Кузя став першим другом Лунтика, а потім і найкращим другом Лунтика. З Лунтиком у нього прекрасні стосунки, хоча зрідка вони не сходяться на думці. Іноді хлопці сваряться навіть через дрібниці, наприклад, через те, що Лунтик пофарбував свій літачок в інший колір, Кузя вирішив не бути більше другом Лунтика. Але через деякий час, хлопці зрозуміли, що колір літачка — аж ніяк не головне у дружбі. Часто Лунтик легко підпадає під вплив Кузі, який часом робить не дуже хороші і навіть небезпечні речі.

### Бджоленя
Бджоленя — один з перших друзів Лунтика. Однак знайомство почалося не найкращим чином. Під час збору нектару Бджоленя запропонував Лунтику спробувати зібрати нектар, сказавши: «Ну, спробуй». Лунтик подумав, що треба спробувати його на смак і з'їв увесь нектар Бджоленяти. Бджоленя пояснив Лунтику, що таке нектар, і як важко його добувати. Лунтик усвідомив це і за кілька секунд наповнив відерце Бджоленяти нектаром. Після діалогу, що почався, Лунтик став називати себе місячною бджолою, оскільки збирає нектар так само добре, як і справжня бджола. Бджоленя любить грати у футбол разом із Лунтиком до занять, однак один раз Бджоленя так захопився, що вирішив не піти на уроки. Часто він пояснює Лунтику безліч невідомих речей, про які дізнався у школі, наприклад про археологів та їх розкопки. Бджоленя ніколи не свариться з Лунтиком, бувають лише рідкісні конфлікти.

### Міла
Міла стала одним із перших друзів Лунтика, незважаючи на не дуже вдале знайомство. Лунтик ставиться до Міли як до подруги. Незважаючи на образливий і плаксивий характер, Лунтик ніколи не свариться з нею і навіть готовий її захистити, а якщо він її ненароком образив — засмучується.

### Еліна
У Лунтика до Еліни швидше за все взаємна симпатія, а не дружба. Спочатку Лунтик дуже соромився Еліни і боявся підходити до неї, думаючи що він їй не сподобається. Лунтик вирішив познайомитися з Еліною вельми оригінальним способом — одягнувшись незнайомцем, який дуже сподобався Еліні. Але виявилося, що Лунтик їй і так сподобався. Якось на день народження Еліни у Лунтика захворіло вухо, і баба Капа сказала йому носити пов'язку. Лунтик не хотів виглядати безглуздо на дні народження Еліни і зняв пов'язку. Проте, почав дмухати сильний вітер, і в Лунтика знову захворіло вухо. Еліна сказала Лунтику, що здоров'я важливіше, і Лунтик з того часу завжди дбає насамперед про своє здоров'я, а вже потім про зовнішній вигляд.
Взаємна симпатія у Лунтика та Еліни особливо яскраво простежувалася у 4-6 сезонах. Лунтик доглядав за Еліною, розповідав вірші і дарував їй подарунки. Однак у пізніших сезонах ця симпатія практично зійшла нанівець з невідомих причин.

### Вупсень і Пупсень
На відміну від багатьох жителів лісу, Лунтик завжди намагається захистити гусенів. Гусені ж, навпаки, користуються наївністю Лунтика, і таким чином потурають своїм примхам. Наприклад, за допомогою Лунтика гусені беруть пироги та інші смаколики у баби Капи. Лунтику завжди стає шкода Вупсеня і Пупсеня, які в чомусь провинилися, і він завжди готовий допомогти їм, навчити чогось доброго і направити на добрий шлях. Одного разу, коли Вупсень не поділився з Пупсенем пирогом і практично прогнав Пупсеня з гоночної команди, Лунтик запропонував Пупсеню вступити в їхню команду з Кузею і навіть зайняти його місце.

### Бабця Капа та дід Шер
Лунтик познайомився з бабою Капою та дідом Шером, коли останній, як завжди, перевіряв, що відбувається на галявині, через підзорну трубу. Практично відразу після знайомства баба Капа та генерал Шер запропонували взяти Лунтика собі онуком, на що Лунтик з радістю погодився. З дідом Шером і бабою Капою у Лунтика чудові стосунки. Хоча Лунтик деякий час все одно жив у колибі, але трохи пізніше його таки запросили у вербу, де він отримав свою кімнату. Баба Капа дуже дбає про Лунтика. Вона щиро переживає за стан Лунтика, хвилюється, якщо Лунтика довго немає вдома, готує і дає поради. Як, втім, і дід Шер, який, незважаючи на свій суворий характер, щиро полюбив Лунтика. Шер завжди встає на захист онука і не дає того образити. Однак, Шер не дуже знається на домашньому господарстві, особливо в перших сезонах, і якщо, наприклад, зламається стіл, то Шер з Лунтиком намагатимуться усунути проблему разом.

### Корній Корнійович
З Лунтиком у Корнія Корнійовича знову ж таки прекрасні стосунки, незважаючи на не дуже вдале знайомство. Лунтик ставиться до дядька Корнія як до свого наставника, а дядько Корній, у свою чергу, вчить Лунтика (та інших дітей) майструвати різні речі: столи, посуд, табурети, драбини, що Лунтику вкрай корисно, тому що дід Шер у перших серіях практично не міг змайструвати навіть звичайної тумбочки. Дядько Корній завжди радий пояснити Лунтику те, чого той не знає, наприклад, в одній серії дядько Корній розповів Лунтику й іншим, що зірочку, що впала, не можна спіймати, оскільки насправді це — метеори, що потрапляють у повітряну оболонку Землі, чого не знали навіть деякі дорослі. Дядько Корній ніколи не вичитує Лунтика за необдумані вчинки (які Лунтик здійснює через недостатнє знання навколишнього світу), а, навпаки, намагається пояснити Лунтику, що так робити не можна, і дає добрі поради як Лунтику, так і всім іншим дітям.

### Павук Шнюк
З дядьком Шнюком у Лунтика теж чудові стосунки. Однак, у перших серіях павука Шнюка багато хто побоювався і боявся заходити в його будинок, але Лунтик вирішив піти назустріч і потоваришувати зі Шнюком. Так, Лунтик відкрив творчу душу Шнюка всьому лісу. Дядько Шнюк певною мірою є Лунтику наставником, як і дядько Корній. Завдяки дядькові Шнюку, Лунтик полюбив малювання і досяг успіху в цій справі. Також, дядько Шнюк відкрив любов Лунтика до музики та навчив усьому, що знає сам. Дядько Шнюк часом дає поради Лунтику і дітям, і навіть якщо хтось із дітей порве павутину Шнюка, той не кричатиме і не сваритиметься з ними.

### Лісові жителі
Лунтик чудово ставиться до жителів галявини. Лунтик часто допомагає мурахам, і одного разу Лунтик з Кузею вирішили навіть побути на місці мурах, але вони не змогли впоратися з їхнім режимом і тому повернулися до звичного способу життя. Лунтик також товаришує зі світлячками, але одного разу через нічний спосіб життя світлячків Лунтик вирішив присвятити всю ніч грі з ними, і після зрозумів, що потрібно грати у зручний для всіх час. Лунтик любить сидіти з жучками і комашками, і нерідко допомагає їм. Хороші стосунки Лунтик підтримує так само з метеликами та бджолами.

### Морські жителі
У воді у Лунтика з усіма жителями ставка прекрасні стосунки. Проте, з неповагою до Лунтика ставиться П'явка, яка так само ставиться практично до всіх мешканців ставка. З Пічкурем Івановичем, наприклад, у Лунтика відносини приблизно як і з дядьком Корнієм і дядьком Шнюком, а точніше, Пічкур Іванович є для Лунтика наставником і часто дає корисні поради. Тітці Моті Лунтик завжди допомагає, якщо потрібно, і навіть влаштовує сюрпризи. А з раком Чикибряком Лунтик любить грати в шашки і завжди допомагає, якщо потрібна допомога. Але в першій серії Лунтик не порозумівся з жителями ставка, оскільки Лунтика вважали плавунцем, який хуліганить у ставку.

## Цікаві факти
- Можливо, Лунтику не потрібен кисень для життя, тому що він може обходитися без повітря на Місяці та у ставку.
- Завдяки Лунтику злі та шкідливі персонажі стали трохи добрішими.
- Лунтик майже ніколи не плакав (крім серій «Цибуля», «Втрата пам'яті» та «Плакса»).
- Раніше умів рахувати лише до трьох («33 жучки»).
- Спочатку Лунтика задумували трохи іншим. Місячний гість був із двома вухами та зеленим, але потім його зовнішність змінили, щоб персонаж виглядав доброзичливо. Також, ще одна пара вух була додана для підкреслення відмінності Лунтика від героїв із Землі, його вміння всіх слухати і бути чуйним, і для впізнаваності дизайну.
  - Коли герой уже був схожий на відомого всім Лунтика, його знову змінили, перефарбувавши колір рук із білого на бузковий.
- Щоб вигадати ім'я Лунтику, довелося попрацювати не тільки Кузі та Бджоленяті, а й творцям мультфільму. Спочатку його хотіли назвати «Дракончик», «Хрустик», «Єрошка», потім «Лунатик» і лише потім «Лунтик».
  - Технічно, перше ім'я, дане Лунтику в серіалі — Сон. Так називав його Кузя до серії «Ім'я».
    - Але в першій серії жителі ставка називали його великим жуком-плавунцем.
- Майже ніколи не називав бабцю Капу бабусею, а діда Шера дідусем (тільки бабуня та дідуньо).
  - Виняток серія «Капелюх». Там Лунтик назвав генерала дідусем.
- Лунтик може світитися в печері з кристалами.
  - Раніше саме плями героя мали сяяти, але побачити це можна лише на робочих матеріалах та в заставці перших серій.
- В англійській версії Лунтика названо Мунзі (англ. Moonzy), що пов'язано з його місцем народження (англ. Moon — Місяць).
- У деяких серіях Лунтика озвучує Анна Слинько, а саме в серіях «Регулювальник», «Польоти», «Чарівний голос Пупсеня», «Прикраса», «Злякалися», «Заблукалися», «Паром», «Роздратування», «Всьому свій час» та «Своїми словами».
- Незважаючи на схожість Лунтика з аксолотлями, прототипом персонажа ці істоти не являються. Дарина Шмідт зізнавалася, що не замислювалася над ними під час пошуку дизайну місячного гостя. Якби аксолотля справді взяли за основу, то можна вважати, що частина вигляду, яка приймається за вуха, була б зябрами.
- Також Дарина Шмідт розповіла, що дизайн Лунтика натхненний тваринами мультфільмів Діснея (наприклад, Бембі), аніме (кількість відблисків в очах вказує на наївність, чистоту душі), Пікачу, російським народним мистецтвом (щоки) та реальністю (зокрема, цуценятами, вівцями, зайцями).
- Він не з'являється у шести серіях: «Вихованці», «Красива Клава», «Компанія для Клави», «Морські жителі» та «Смугастий і сріблястий».
- Лунтик народився у День космонавтики.[2]
- Крім флейти, він також вміє грати на гармошці, чому він навчився у серії «Концерт».
- У Лунтика опускаються вуха, коли він засмучений.